# Incident de l'île d'Hainan
L’incident de l'île d'Hainan est un incident diplomatique survenu entre les États-Unis et la république populaire de Chine (RPC). Il fait suite à une collision entre un Lockheed EP-3 de l'United States Navy et un Shenyang J-8 II de la Marine chinoise le 1er avril 2001 près de l'île d'Hainan, lors duquel le pilote chinois(王伟, wangwei en français) a trouvé la mort, et où l'avion américain a procédé à un atterrissage d'urgence sur le sol chinois. L'origine de l'incident tourne autour d'une question d'interprétation du droit aérien, et de la définition de l'espace aérien international. Il s'agit de la crise diplomatique la plus grave entre les États-Unis et la république populaire de Chine depuis la fin de la guerre froide en 1991.

## Déroulement de l'incident

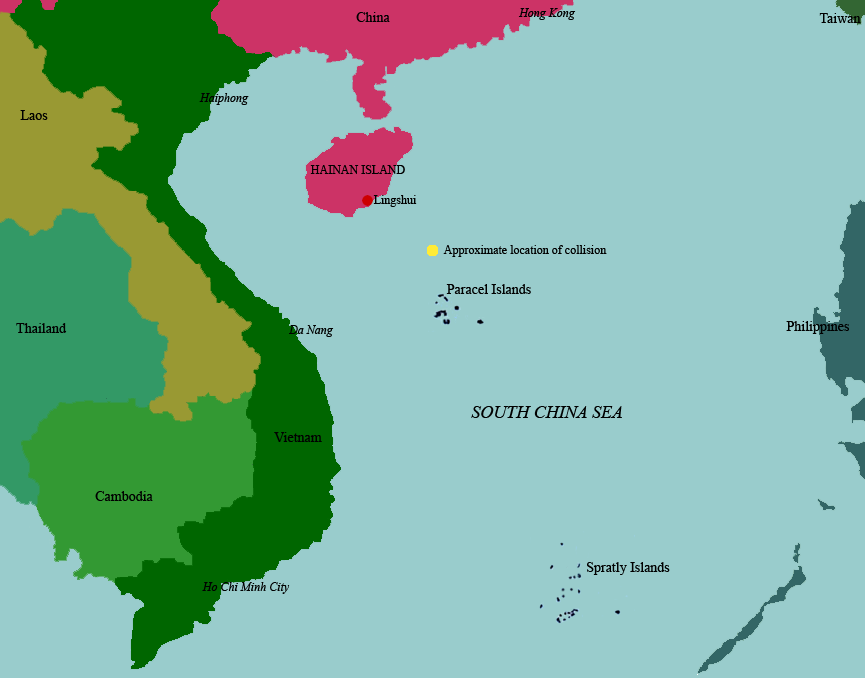
Position approximative de l'incident entre l'île de Hainan, au nord-ouest, et les îles Paracels au sud-est.

L'EP-3 venant de Kadena Air Base volait en direction d'Okinawa. Il était à environ 110 kilomètres de l'île d'Hainan et à 160 kilomètres des installations militaires chinoises des îles Paracels lorsqu'il a été intercepté par deux J-8 chinois. 

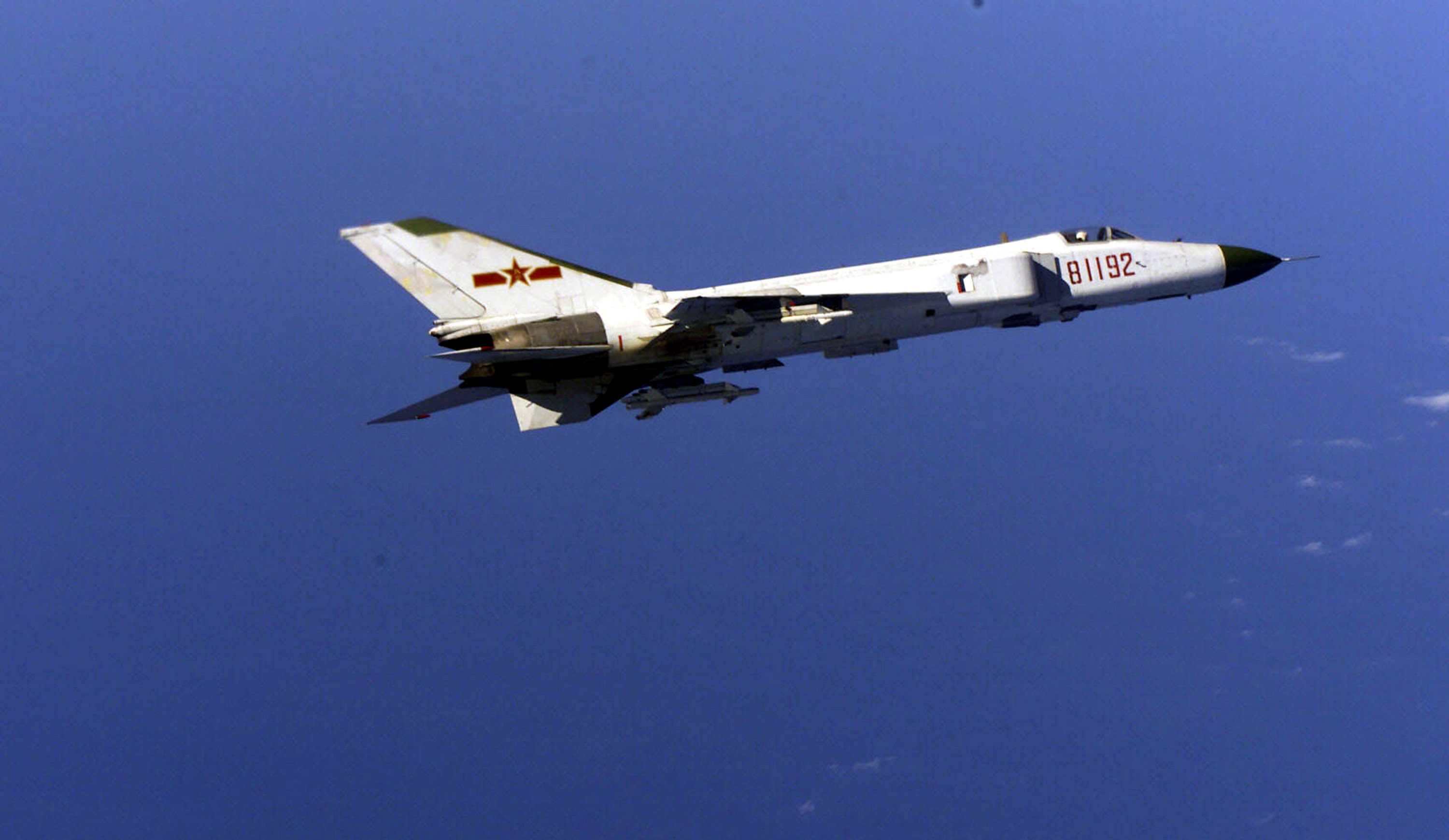
Le J-8 immatriculé 811992 impliqué dans l'incident.

Une collision entre l'EP-3 et l'un des J-8 a causé la destruction du J-8 et la mort de son pilote, tandis que l'EP-3 a été forcé de faire un atterrissage d'urgence à Hainan. Les 24 membres d'équipage ont été détenus et interrogés par les autorités chinoises jusqu'à ce que le gouvernement des États-Unis publie une déclaration concernant l'incident.

## Contexte juridique
La convention des Nations unies sur le droit de la mer (CNDUM) de 1973 fixant la zone économique exclusive de la république populaire de Chine en mer de Chine méridionale avait été signée par la Chine, mais n'avait pas été signée par les États-Unis, ces derniers déclarant que la convention accorde la liberté de navigation pour les avions de tous les pays et les navires, y compris militaires, au sein de la zone économique exclusive d'un État. Du point de vue américain, l'avion se trouvait dans l'espace aérien international. Pour la Chine, la zone économique exclusive n'appartenait pas à l'espace aérien international, et l'autorisation de survoler la zone prévue dans la Convention ne s'appliquait pas aux avions militaires, l'espionnage étant invoqué. De plus, la Chine réfutait l'argument du cas de force majeure ayant entraîné l'atterrissage d'urgence, et contestait dans ces conditions que l'appareil ait pu jouir de l'immunité diplomatique réclamée par les États-Unis.

## Réactions des États-Unis
L'ambassadeur américain Joseph Prueher (en) a remis au ministre des Affaires étrangères chinois Tang Jiaxuan une lettre dans laquelle les États-Unis affirmaient regretter la mort du pilote chinois, sans toutefois en reconnaître la responsabilité, le secrétaire d'État Colin Powell ayant déclaré : « Nous n'avons rien fait de mal, et il n'est donc pas possible de présenter des excuses. »
La formulation exacte de ce document a été volontairement ambiguë afin de « sauver » les relations sino-américaines,. La remise de la lettre a permis la libération de l'équipage américain le 11 avril, ainsi que la restitution de l'avion endommagé, qui avait été démonté par les militaires chinois.

## Perte d'informations sensibles
Selon la journaliste d'investigation Kim Zetter, l'avion américain menait au large des côtes chinoises une mission d'espionnage consistant à intercepter et décrypter des communications militaires. Après la collision et après que le pilote eut décidé d'atterrir sur la base aérienne de Lingshui sur l'île de Hainan, l'équipage se mit en devoir de détruire les documents sensibles comme les codes de communication, ainsi que le matériel informatique et de décryptage se trouvant à bord de l'appareil. N'ayant toutefois jamais suivi d'exercices sur la façon de procéder, les membres de l'équipage ne purent y parvenir entièrement. Il est vraisemblable qu'une partie des données papier et informatiques se trouvant à bord de l'avion tombèrent aux mains des Chinois, ce qui a pu compromettre, au moins partiellement, la sécurité des transmissions américaines ou révéler aux renseignements chinois des informations sur les capacités d'interception et de décryptage de leurs communications par les États-Unis. Il est toutefois difficile d'évaluer comment la Chine a pu exploiter ces informations.

## Culture populaire
- Le double épisode Un acte de guerre de la septième saison de la série télévisée JAG est librement inspiré de cet incident diplomatique.